# Akitaro Daichi
Akitaro Daichi (13 de enero de 1956, Takasaki, Japón) es oriundo de la prefectura de Gunma y un graduado de la Universidad Politécnica de Tokio. 

## Biografía
En un principio aspiraba a ser un fotógrafo de escena, pero entró al servicio de cine de animación de Tokio, una empresa de fotografía anime. Su primer trabajo en la industria fue como director de fotografía para la serie Doraemon. 
Después de 5 años cambió de trabajo y trabajó para una compañía de producción de vídeo a hacer vídeos de karaoke, pero más tarde regresó a la industria del anime y se centró en la dirección. En 1994, atrajo la atención por su trabajo como director en Akazukin Chacha, y en 1995 hizo su debut como director de la serie de Nurse Angel Ririka SOS.